# National Highways Development Project
Das National Highways Development Project ist ein Projekt zum Ausbau, zur Ausbesserung und Verbreiterung von National Highways in Indien. Das Projekt wurde 1999 beschlossen. National Highways sind nur etwa 2 % aller Straßen, über sie führen aber 40 % des gesamten Straßenverkehrs im gesamten Land. Das Projekt wird von der National Highways Authority of India (NHAI) einer Agentur des Ministry of Road, Transport and Highways durchgeführt.

## Phasen
Das Projekt besteht aus den folgenden Phasen:
- Phase I: Das Golden Quadrilateral (GQ) die 5846 km lange Verbindung zwischen den vier Städten Delhi, Mumbai, Chennai und Kolkata. Diese Phase wird zu einem großen Teil aus einer speziellen Benzinsteuer und Krediten der Regierung finanziert. Eine vierspurige Verbindung ist im Oktober 2011 fertiggestellt worden.

- Phase II: Der Nord-Süd-und-Ost-West-Korridor besteht aus den National Highways, die die vier äußersten Punkte des Landes verbinden. Der Korridor verbindet Srinagar im Norden mit Kanyakumari im Süden mit einem Abzweig von Salem nach Kanyakumari (über Coimbatore und Kochi) und von Silchar im Osten nach Porbandar im Westen. Die Gesamtlänge des Korridors ist 7300 km. Im August 2011 waren davon 79,4 % fertiggestellt und an 12,7 % wurde gearbeitet. Zu den Verbindungen gehören auch die Anbindung von Seehäfen und andere Bauvorhaben mit einer Länge von 1157 km. Die Finanzierung erfolgt ähnlich wie in Phase I.

- Phase III: Die Phase III beinhaltet den Ausbau von 12.109 km National Highways. Das Interesse gilt stark befahrenen Abschnitten, der Verbindung der Hauptstädte der Bundesstaaten aus Phase I und Phase II und der Verbindung wirtschaftlicher Zentren. 2075 km wurden in Auftrag gegeben. Die Finanzierung soll über ein Public Private Partnership Model erfolgen.

- Phase IV: Es gibt den Plan 20.000 km National Highway, die nicht in Phase I, Phase II oder Phase III  ausgebaut wurden, auszubauen. In Phase IV werden einspurige Highways in zweispurige Straßen mit einem befestigten Randstreifen ausgebaut.

- Phase V: Um auf das wachsende Verkehrsaufkommen zu reagieren, werden eine Reihe von vierspurigen Highways zu sechsspurigen Straßen ausgebaut. Es sollen etwa 5000 km Straße ausgebaut werden.

- Phase VI: Der Ausbau von Verbindungen zwischen großen Handels- und Industriezentren mit Expressway. Ein 400 km langer Abschnitt soll Vadodara mit Ahmedabad verbinden; dazu ist eine entsprechende Straße zwischen Vadodara und Mumbai vorgesehen. Eine 334 km lange Expressway-Verbindung zwischen Chennai und Bengaluru und eine 277 km lange Expressway-Verbindung zwischen Kolkata und Dhanbad sind in dieser Phase vorgesehen. Die Finanzierung soll über ein Public Private Partnership Model erfolgen.

- Phase VII: In Phase VII geht es um die Verbesserung des Stadtverkehrs, indem Umgehungsstraßen mit einer Anbindung an National Highways in wichtigen Städten gebaut werden. In diese Phase gehören auch der Ausbau von Abschnitten durch Umgehungsstraßen und Hochstraßen, wo Städtewachstum dies nötig macht. Eine 19 km lange Hochstraße in Chennai wird in dieser Phase gebaut.

| NHDP Phase  | Vorhaben                                         | Länge     | Geplante Kosten ₹ (in Milliarden indischen Rupien) |
| ----------- | ------------------------------------------------ | --------- | -------------------------------------------------- |
| NHDP-I & II | Arbeiten am GQ und NS-EW Korridor                | 13.423 km | 646,39                                             |
| NHDP-III    | vierspuriger Ausbau                              | 11.809 km | 806,26                                             |
| NHDP-IV     | zweispuriger Ausbau                              | 13.203 km | 1.158,23                                           |
| NHDP-V      | sechsspuriger Ausbau ausgewählter Abschnitte     | 6.500 km  | 412,1                                              |
| NHDP-VI     | Ausbau von Expressways                           | 1.000 km  | 166,8                                              |
| NHDP-VII    | Umgehungsstraßen, Fahrbahnteiler, Servicestraßen | 700 km    | 166,8                                              |
|             | Gesamt                                           | 46.635 km | 3.356,58                                           |

| Dringlichkeit | NHDP Phase  | Länge (km) | Auftragsstatus                          | Genehmigung   | Fertigstellung (geplant) |
| ------------- | ----------- | ---------- | --------------------------------------- | ------------- | ------------------------ |
| 1             | Phase I     | 5846 km    | vollständig vergeben                    | Dezember 2000 | Dezember 2006            |
| 2             | Phase II    | 7300 km    | teilweise vergeben                      | Dezember 2003 | Dezember 2009            |
| 3             | Phase III A | 4000 km    | Abschnitte ausgewählt                   | März 2005     | Dezember 2009            |
| 4             | Phase V     | 6500 km    | 5700 km of GQ + 800 km noch auszuwählen | November 2005 | Dezember 2012            |
| 5             | Phase III B | 6000 km    | Abschnitte ausgewählt                   | März 2006     | Dezember 2012            |
| 6             | Phase VII A | 700 km     | Umgehungsstraßen noch auszuwählen       | Dezember 2006 | Dezember 2012            |
| 7             | Phase IV A  | 5000 km    | Abschnitte auszuwählen                  | Dezember 2006 | Dezember 2012            |
| 8             | Phase VII B |            | Umgehungsstraßen noch auszuwählen       | Dezember 2007 | Dezember 2013            |
| 9             | Phase IV B  | 5000 km    | Abschnitte noch auszuwählen             | Dezember 2007 | Dezember 2013            |
| 10            | Phase VI A  | 400 km     | Abschnitte ausgewählt                   | Dezember 2007 | Dezember 2014            |
| 11            | Phase VII C |            | Umgehungsstraßen noch auszuwählen       | Dezember 2008 | Dezember 2014            |
| 12            | Phase IV C  | 5000 km    | Abschnitte noch auszuwählen             | Dezember 2008 | Dezember 2014            |
| 13            | Phase VI B  | 600 km     | Abschnitte noch auszuwählen             | Dezember 2008 | Dezember 2015            |
| 14            | Phase IV D  | 5000 km    | Abschnitte noch auszuwählen             | Dezember 2009 | Dezember 2015[veraltet]  |

(Anmerkung: die Fertigstellungsdaten sind die offiziellen Schätzungen; die NHAI veröffentlicht Berichte über den konkreten Fortschritt auf ihrer Webseite)

## Weitere Pläne
Die indische Regierung weitere Pläne für den Ausbau der National Highways:
- vierspuriger Ausbau von 10.000 km in Phase III. Ein verstärkter Ausbau von Straßen im Nord-Osten des Landes
- zweispuriger Ausbau mit befestigtem Randstreifen von 20.000 km Straßen in Phase IV
- sechsspuriger Ausbau des GQ und anderer Abschnitte. (insgesamt 6500 km) in Phase V
- Ausbau von Umgehungsstraßen, Fahrbahnteilern, Servicestraßen in Phase VII